# Denkmäler der Volksrepublik China
Die Denkmalliste der Volksrepublik China (chinesisch 全國重點文物保護單位名單 / 全国重点文物保护单位名单, Pinyin Quánguó zhòngdiǎn wénwù bǎohù dānwèi míngdān – „Nationale Denkmalschutzliste der wichtigsten Kulturdenkmäler der Volksrepublik China“) ist eine vom Staatsrat der Volksrepublik China aufgestellte Denkmalliste von staatlich geschützten nationalen historischen Stätten und Kulturgütern.
Eine erste Liste mit 180 Denkmalen wurde am 3. April 1961 erstellt, eine zweite mit 62 im Jahr 1982. Sie wurde inzwischen mehrmals um ein Mehrfaches erweitert (siehe Übersicht). Die Liste umfasst bedeutende Stätten für Geschichte, Kunst und Wissenschaft: Gebäude, Kulturgüter, Gräber, alte Architektur, Höhlentempel, Steininschriften (Erste Kulturerbeliste zu antiken bekannten Steinstelen- und Schnitzinschriften der Volksrepublik China) und anderes.

## Listen nach Regionen
Peking •
Tianjin •
Hebei •
Shanxi •
Innere Mongolei •
Liaoning •
Jilin •
Heilongjiang •
Shanghai •
Jiangsu •
Zhejiang •
Anhui •
Fujian •
Jiangxi •
Shandong •
Henan •
Hubei •
Hunan •
Guangdong •
Guangxi •
Hainan •
Chongqing •
Sichuan •
Guizhou •
Yunnan •
Tibet •
Shaanxi •
Gansu •
Qinghai •
Ningxia •
Xinjiang
In den chinesischen Kürzeln (alphabetisch)
Chuan 川 | Dian 滇 | E 鄂 | Gan 甘 | Gan 赣 | Gui 桂 | Hei 黑 | Hu 沪 | Ji 吉 | Ji 冀 | Jin 津 | Jin 晋 | Jing 京 | Liao 辽 | Lu 鲁 | Meng 蒙 | Min 闽 | Ning 宁 | Qian 黔 | Qing 青 | Qiong 琼 | Shaan 陕 | Su 苏 | Wan 皖 | Xiang 湘 | Xin 新 | Yu 渝 | Yu 豫 | Yue 粤 | Zang 藏 | Zhe 浙

## Beschlüsse des chinesischen Staatsrates
| Liste Nr. | Datum         | Jahr | Anzahl der neu hinzugekommenen Denkmäler |
| --------- | ------------- | ---- | ---------------------------------------- |
| 1         | 3. April      | 1961 | 180                                      |
| 1a        | 26. Oktober   | 1964 | 1                                        |
| 1b        |               | 1981 | 1                                        |
| 2         | 23. Februar   | 1982 | 62                                       |
| 3         | 13. Januar    | 1988 | 258                                      |
| 4         | 20. November  | 1996 | 250                                      |
| 5         | 25. Juni      | 2001 | 526 (518)                                |
| 5a        | 22. November  | 2002 | 1                                        |
| 5b        | 2. März       | 2003 | 1                                        |
| 5c        | 4. März       | 2003 | 1                                        |
| 6         | 25. Mai       | 2006 | 1080                                     |
| 7         | 5. März       | 2013 | 1944                                     |
| 8         | 26. September | 2019 | 762                                      |

Insgesamt befinden sich damit seit dem 7. Beschluss von 2013 exakt 4.295 Objekte auf der Liste. Inzwischen wurde eine 8. Liste veröffentlicht (26. September 2019).